# MMB (암호)
암호학에서 MMB(Modular Multiplication-based Block cipher)는 IDEA 암호를 대체하고 이 암호보다 더 개선된, Joan Daemen이 설계한 블록 암호이다. 합동 곱셈이 설계상의 핵심 요소이다. 키 스케줄의 약점이 Eli Biham에 의해 식별되었으며, 이것에 더해 이 암호가 선형 공격에 저항하도록 설계되지 못한 점은 3-Way 등의 다른 디자인을 대신 사용하게 만드는 이유가 된다.
MMB의 키 크기와 블록 크기는 128비트이다.